# ۹۴۲ (قمری)
۹۴۲ (قمری)، نهصد و چهل و دومین سال در گاهشماری هجری قمری است. اول محرم این سال برابر با دوازدهم ژوئیه سال ۱۵۳۵ میلادی است.

## درگذشتگان
- خان احمد خان، آخرین کارکیای کیاییان گیلان که بعد از پدرش به سلطنت نشست و پس از پنج سال کنار رفتن از سلطنت در عثمانی وفات یافت.